# Pachycerianthus benedeni
Pachycerianthus benedeni är en korallart som beskrevs av Louis Roule 1904. Pachycerianthus benedeni ingår i släktet Pachycerianthus och familjen Cerianthidae. Inga underarter finns listade i Catalogue of Life.